# يو إف سي 279
يو إف سي 279: دياز ضد فيرغسون (بالإنجليزية: UFC 279: Diaz vs. Ferguson)‏ كان حدثا لفنون القتال المختلطة نظمته يو إف سي أقيم في 10 سبتمبر 2022 على تي موبايل أرينا في بارادايس، نيفادا، جزء من منطقة لاس فيغاس الحضرية، الولايات المتحدة.

## الجوائز الإضافية
حصل المقاتلون التاليون على مكافآت بقيمة 50،000 دولار.
- قتال الليل: لم يتم منح أي مكافأة.
- أداء الليل: نات دياز، وإيرين ألدانا، وجوني ووكر، وجيلتون ألميدا